# Torone (Epiro)
Torone (en griego: Τορώνη) fue una antigua ciudad griega en la región de Epiro.
La menciona Claudio Ptolomeo entre la desembocadura del río Thiamis y el puerto de Síbota.
Se ha sugerido que podría identificarse con la Peono mencionada en la lista de teorodocos de Epidauro fechada hacia el año 355 a. C., pero otros autores han rechazado esta identificación.
Quizá formó parte de la perea de Corcira mencionada por Tucídides. Debido al testimonio de Ptolomeo, se ha sugerido que podría localizarse al norte de la bahía de Síbota.